# 多目元忠
多目元忠（ため もとただ、生歿年不詳），是 日本戰國時代武將、後北条氏御由緒衆・北条氏康的軍師、氏康親衛隊、「北條五色備」的「黒備」(此處黑色為指物而非甲冑)筆頭主將。

## 事蹟
多目家是自後北條氏初代當主．北條早雲就已經是跟隨後北條氏的協力者，是北條家初期的家臣團「草創七手家老」其中一家，重要家臣。
在扇谷上杉家、山內上杉家、古河公方等關東諸勢力聯合起來攻打北條家作戰的河越夜戰之中表現相當的活躍，受北條氏康稱讚獎賞，也在這個時候被託付擔任「北條五色備」的「黑備隊」大將。此後，抵禦來自武田家在駿河方面的進軍等，作為北條軍核心轉戰各地。
此外後北條氏武將北條綱成與北條綱高在早年曾在他指導之下學習軍學。
1590年(天正18年)由太閣豐臣秀吉領軍發動小田原征伐攻打北條家的本城小田原城時，北條軍戰死的諸多武將中有個稱為「多目周防守」的人物，是否與多目元忠有所關聯則是不明。

## 逸聞
據說曾經氏康公在戰場上領軍作戰中，見氏康公太過深入敵陣，獨斷的下達退卻的號令，事後被氏康公表示感謝。

## 評價
- 在北條家中亦是數一數二的戰術高手。
- 氏康評價其「氏康的衝鋒陷陣，元忠的獨斷撤退」。